# Okręg wyborczy nr 55 do Senatu Rzeczypospolitej Polskiej
Okręg wyborczy nr 55 do Senatu Rzeczypospolitej Polskiej obejmuje obszar powiatów dębickiego, kolbuszowskiego, mieleckiego, ropczycko-sędziszowskiego i strzyżowskiego (województwo podkarpackie). Wybierany jest w nim 1 senator na zasadzie większości względnej.
Utworzony został w 2011 na podstawie Kodeksu wyborczego. Po raz pierwszy zorganizowano w nim wybory 9 października 2011. Wcześniej obszar okręgu nr 55 należał do okręgu nr 22.
Siedzibą okręgowej komisji wyborczej jest Rzeszów.

## Reprezentanci okręgu
| Rok  | Rok           | Senator         | Komitet wyborczy       |
| ---- | ------------- | --------------- | ---------------------- |
|      | 2011          | Władysław Ortyl | Prawo i Sprawiedliwość |
| 2013 | Zdzisław Pupa |                 | Prawo i Sprawiedliwość |
| 2015 | Zdzisław Pupa |                 | Prawo i Sprawiedliwość |
| 2019 | Zdzisław Pupa |                 | Prawo i Sprawiedliwość |
| 2023 | Zdzisław Pupa |                 | Prawo i Sprawiedliwość |

## Wyniki wyborów
Symbolem „●” oznaczono senatorów ubiegających się o reelekcję.

### Wybory parlamentarne 2011
| Kandydat                                                                                      | Kandydat           | Komitet wyborczy           | Głosów | Głosów | Głosów |
| Kandydat                                                                                      | Kandydat           | Komitet wyborczy           | Liczba | %      | +/–    |
| --------------------------------------------------------------------------------------------- | ------------------ | -------------------------- | ------ | ------ | ------ |
|                                                                                               | Władysław Ortyl ●  | Prawo i Sprawiedliwość     | 82 425 | 49,17  | –      |
|                                                                                               | Mariusz Kawa       | Polskie Stronnictwo Ludowe | 61 237 | 36,53  | –      |
|                                                                                               | Mieczysław Maziarz | Prawica                    | 23 985 | 14,31  | –      |
| Frekwencja: 47,20% Liczba głosów ważnych: 167 647 (95,85%) Źródło: Państwowa Komisja Wyborcza |                    |                            |        |        |        |

● Władysław Ortyl reprezentował w Senacie VII kadencji (2007–2011) okręg nr 22.

### Wybory uzupełniające 2013
Głosowanie odbyło się z powodu wyboru Władysława Ortyla na urząd Marszałka Województwa Podkarpackiego.
| Kandydat                                                                                     | Kandydat          | Komitet wyborczy                                       | Głosów | Głosów | Głosów |
| Kandydat                                                                                     | Kandydat          | Komitet wyborczy                                       | Liczba | %      | +/–    |
| -------------------------------------------------------------------------------------------- | ----------------- | ------------------------------------------------------ | ------ | ------ | ------ |
|                                                                                              | Zdzisław Pupa     | Prawo i Sprawiedliwość                                 | 35 640 | 60,48  | +11,31 |
|                                                                                              | Mariusz Kawa      | KKW Platforma Obywatelska – Polskie Stronnictwo Ludowe | 12 495 | 21,33  | –15,20 |
|                                                                                              | Kazimierz Ziobro  | Solidarna Polska Zbigniewa Ziobro                      | 6494   | 11,09  | –      |
|                                                                                              | Ewa Kantor        | KWW Ewy Kantor                                         | 1617   | 2,76   | –      |
|                                                                                              | Ireneusz Dzieszko | KWW Prawica Podkarpacka                                | 1318   | 2,25   | –      |
|                                                                                              | Andrzej Marciniec | Polska Jest Najważniejsza                              | 772    | 1,32   | –      |
|                                                                                              | Józef Habrat      | Samoobrona                                             | 247    | 0,42   | –      |
| Frekwencja: 15,84% Liczba głosów ważnych: 58 583 (98,37%) Źródło: Państwowa Komisja Wyborcza |                   |                                                        |        |        |        |

### Wybory parlamentarne 2015
| Kandydat                                                                                      | Kandydat          | Komitet wyborczy         | Głosów  | Głosów | Głosów |
| Kandydat                                                                                      | Kandydat          | Komitet wyborczy         | Liczba  | %      | +/–    |
| --------------------------------------------------------------------------------------------- | ----------------- | ------------------------ | ------- | ------ | ------ |
|                                                                                               | Zdzisław Pupa ●   | Prawo i Sprawiedliwość   | 118 567 | 64,23  | +15,08 |
|                                                                                               | Ryszard Kapała    | Platforma Obywatelska RP | 39 060  | 21,16  | –      |
|                                                                                               | Ireneusz Dzieszko | KORWiN                   | 26 982  | 14,62  | –      |
| Frekwencja: 51,32% Liczba głosów ważnych: 184 609 (96,46%) Źródło: Państwowa Komisja Wyborcza |                   |                          |         |        |        |

### Wybory parlamentarne 2019
| Kandydat                                                                                      | Kandydat        | Komitet wyborczy                           | Głosów  | Głosów | Głosów |
| Kandydat                                                                                      | Kandydat        | Komitet wyborczy                           | Liczba  | %      | +/–    |
| --------------------------------------------------------------------------------------------- | --------------- | ------------------------------------------ | ------- | ------ | ------ |
|                                                                                               | Zdzisław Pupa ● | Prawo i Sprawiedliwość                     | 155 404 | 73,12  | +8,89  |
|                                                                                               | Tadeusz Urban   | KKW Koalicja Obywatelska PO .N iPL Zieloni | 57 127  | 26,88  | +5,72  |
| Frekwencja: 59,19% Liczba głosów ważnych: 212 531 (97,07%) Źródło: Państwowa Komisja Wyborcza |                 |                                            |         |        |        |

### Wybory parlamentarne 2023
| Kandydat                                                                                      | Kandydat        | Komitet wyborczy                     | Głosów  | Głosów | Głosów |
| Kandydat                                                                                      | Kandydat        | Komitet wyborczy                     | Liczba  | %      | +/–    |
| --------------------------------------------------------------------------------------------- | --------------- | ------------------------------------ | ------- | ------ | ------ |
|                                                                                               | Zdzisław Pupa ● | Prawo i Sprawiedliwość               | 139 782 | 57,66  | –15,46 |
|                                                                                               | Marek Paprocki  | Nowa Lewica                          | 62 487  | 25,77  | –      |
|                                                                                               | Jacek Ćwięka    | Konfederacja Wolność i Niepodległość | 40 174  | 16,57  | –      |
| Frekwencja: 69,84% Liczba głosów ważnych: 242 443 (97,58%) Źródło: Państwowa Komisja Wyborcza |                 |                                      |         |        |        |